# Gonionchus arabica
Gonionchus arabica is een rondwormensoort uit de familie van de Xyalidae. De wetenschappelijke naam van de soort is voor het eerst geldig gepubliceerd in 2003 door Nasira & Turpeenniemi.